# 로크 (영화)
《로크》(영어: Locke)는 2013년 공개된 스릴러 영화이다.

## 줄거리
건설 현장 감독인 아이반 로크는 유럽 역사상 가장 큰 비핵 시설 및 비군사 콘크리트 타설을 감독하기 위해 버밍엄에 가야 하는 날 저녁, 7개월 전 크로이던에서 함께 일했던 동료 베단이 임신했고 조기 진통을 시작했다는 소식을 듣는다. 그는 직업적 책임에도 불구하고, 아내와 아들들이 집에 와서 축구 경기를 함께 볼 것을 기다리고 있음에도 불구하고, 출산을 위해 베단과 함께하기 위해 런던으로 운전하기로 결정한다. 그는 어릴 적 자신을 버린 아버지에 대해 절대 용서하지 않았으며, 베단과 아무런 관계도 특별한 감정도 없음에도 불구하고 같은 실수를 저지르지 않겠다고 다짐한다.
버밍엄에서 런던까지 두 시간 동안 운전하는 동안, 로크는 상사인 가레스, 작업 수습생 도널, 15년간 함께한 아내 카트리나(그녀에게는 불륜을 고백한다), 자신과 함께 보려던 축구 경기의 최신 소식과 나중에 카트리나의 절망적인 상황에 대해 따로 전화하는 아들 에디와 션, 베단이 겪고 있는 심각한 합병증을 함께 다루고 있는 산부인과 직원 마가렛 수녀와 할릴 굴루, 225대 이상의 콘크리트 트럭이 현장에 제대로 접근할 수 있도록 필요한 도로 폐쇄를 위해 필요한 시의회 의장 캐시디와 지역 경찰 당국인 PC 데이비즈, 그리고 출산 중인 베단과 총 36통의 전화를 한다.
전화 통화 중에 로크는 가레스에게 해고당하고, 카트리나에게 집에서 쫓겨나며, 에디에게는 집으로 돌아오라는 요청을 받는다. 그는 심각한 차질에도 불구하고 도널에게 타설 준비를 코치하고, 죽은 아버지와 (화면 밖에서) 자신의 차에 승객으로 상상하며 가상의 대화를 나눈다. 그는 아버지가 가족을 버린 것에 대해 꾸짖으며 그 실수를 되풀이하지 않겠다고 맹세한다. 병원에 가까워졌을 때, 베단이 성공적으로 출산한 후 아기 소리를 들려주기 위해 그에게 전화한다.

## 출연

### 주연
- 톰 하디
- 올리비아 콜맨
- 앤드류 스캇

### 조연
- 루스 윌슨
- 톰 홀랜드
- 앨리스 로우
- 벤 다니엘스
- 빌 밀러
- 대니 웹
- 리 로스
- 커스티 딜론
- 실라스 카슨

## 기타
- 조감독: 마틴 해리슨
- 분장: 오드리 도일
- 의상: 나이젤 에거톤
- 배역: 샤힌 베이그
- 프로덕션매니저: 기셀라 에버트